# Dalton Vigh
Dalton Vigh de Sousa Vales (né le 10 juillet 1964 à Rio de Janeiro)  est un acteur brésilien.

## Filmographie

### TV
- 1995 : Tocaia Grande
- 1996 : Xica da Silva
- 1997 : Os Ossos do Barão
- 1998 : Pérola Negra
- 1998 : Estrela de Fogo
- 1999 : Terra Nostra
- 1999 : Andando nas Nuvens
- 2000 : Top TV	(Présentateur)
- 2000 : Sãos & Salvos!
- 2000 : Vidas Cruzadas
- 2001 : Le Clone
- 2002 : Os Normais (Épisode: O Normal a Ser Feito)
- 2003 : A Casa das Sete Mulheres
- 2004 : Malhação
- 2004 : Começar de Novo
- 2005 : Sob Nova Direção
- 2006 : Linha Direta Justiça (Épisode: O Incêndio do Gran Circus Norte-Americano)
- 2006 : O Profeta
- 2007 : Duas Caras
- 2008 : Casos e Acasos
- 2008 : Episódio Especial
- 2008 : Negócio da China
- 2009 : Cinquentinha
- 2010 : As Cariocas (Épisode: A Adúltera da Urca)
- 2010 : S.O.S. Emergência
- 2010 : Na Forma da Lei
- 2011 : Amor em quatro atos
- 2011 : Lara com Z
- 2011 : Fina Estampa
- 2012 : As Brasileiras (Épisode: A Doméstica de Vitória)
- 2012 : Salve Jorge

### Cinéma
- 1994 : O Porão
- 1999 : Por Trás do Pano
- 2004 : Vida de Menina
- 2004 : Mais uma Vez Amor
- 2006 : Mulheres do Brasil
- 2011 : Corpos Celestes
- 2020 : The Division (A Divisão) : Venâncio Flores

## Théâtre
- A Semente
- Futuro do Pretérito
- As Viúvas
- Camila Baker
- Os Sete Gatinhos
- Medeia
- Nunca se Sábado
- Noite de Reis (Lecture)
- A Importância de ser Fiel
- Cloaca
- Vamos
- Azul Resplendor